# الآن - لنسافر (فلم)
الآن، لنسافر (بالإنجليزية: Now, Voyager) هو فيلم دراما تم إنتاجه في الولايات المتحدة وصدر في سنة 1942.

## طاقم التمثيل
- بيت ديفيس

### ترشيحات وجوائز
| السنة | الحدث  | الفئة               | النتيجة |
| ----- | ------ | ------------------- | ------- |
|       | أوسكار | أفضل موسيقى تصويرية | فوز     |

## وصلات خارجية
- مقالات تستعمل روابط فنية بلا صلة مع ويكي بيانات

1. ↑  "Film Reviews". فارايتي (مجلة). New York: Variety, Inc.: p. 8 19 أغسطس 1942. {{استشهاد بدورية محكمة}}: |صفحة= يحوي نصًّا زائدًا (مساعدة)
2. ↑  "Now, Voyager". تيرنر كلاسيك موفيز. مؤرشف من الأصل في 2018-10-13. اطلع عليه بتاريخ 2016-02-18.
3. ↑  "101 Pix Gross in Millions" Variety 6 Jan 1943 p 58 نسخة محفوظة 17 مارس 2017 على موقع واي باك مشين.